# NGC 1261
Az NGC 1261 (más néven Caldwell 87) egy gömbhalmaz a Horologium (Ingaóra) csillagképben.

## Felfedezése
Az gömbhalmazt James Dunlop fedezte fel 1826. szeptember 28-án.